# Гарапедян, Карла
Карла Гарапедян (род. 27 февраля 1961, Лос-Анджелес, Калифорния) — американский документальный режиссёр.
Родилась в семье армянских беженцев из города Ван.
Работала в редакции BBC World News, позже участвовала в больших проектах — «Beneath the Veil» и др.
За фильм о женщинах Афганистана получила премию «Эмми».
В 2007 году вместе с System of a Down выпустила фильм «Кричащие» («Screamers») о геноциде армян 1915—1923 гг. В апреле того же года впервые посетила Армению, для участия в открытии показа фильма в кинотеатрах страны.